# Kota Kemuning
Kota Kemuning est une ville de Malaisie qui se trouve dans l'État du Selangor. En 2010 sa population était d'environ 200 000 habitants.